# Communauté de communes des Portes du Boischaut
Die Communauté de communes des Portes du Boischaut ist ein ehemaliger französischer Gemeindeverband (Communauté de communes) im Département Cher in der Region Centre-Val de Loire. Er wurde am 14. Dezember 1999 gegründet und am 21. Dezember 2011 aufgelöst. Die Mitgliedsgemeinden wurden in den neu gegründeten Gemeindeverband Communauté de communes Arnon Boischaut Cher übernommen.

## Ehemalige Mitgliedsgemeinden
1. Chambon
2. Chavannes
3. Crézançay-sur-Cher
4. Saint-Loup-des-Chaumes
5. Serruelles
6. Uzay-le-Venon
7. Vallenay

## Quelle
- Le SPLAF - (Website zur Bevölkerung und Verwaltungsgrenzen in Frankreich (frz.))